# ني مبافرا (سيرري)
ني مبافرا (Νέα Μπάφρα) هي مدينة في سيرري في مقاطعة فوريا إلادا في اليونان.